# Le Mythe de Prométhée (di Cosimo)
Pour les articles homonymes, voir Prométhée (homonymie).
Le Mythe de Prométhée est une série de deux panneaux peints par Piero di Cosimo. 

## Iconographie
Piero di Cosimo emprunte ses éléments de composition à la lecture de l'ouvrage Genealogia deorum gentilium de Boccace, un recueil de quinze livres sur la mythologie des dieux des païens.

## Description

### Tableau de Munich
Le tableau de 68 × 120 cm montre deux fois Prométhée : 
- à gauche façonnant un homme avec de la glaise devant son frère Épithémée,
- et à droite mené par Minerve aux cieux ;
- séparant les deux scènes, une statue de glaise terminée trône sur un piédestal au milieu de la composition.

### Tableau de Strasbourg

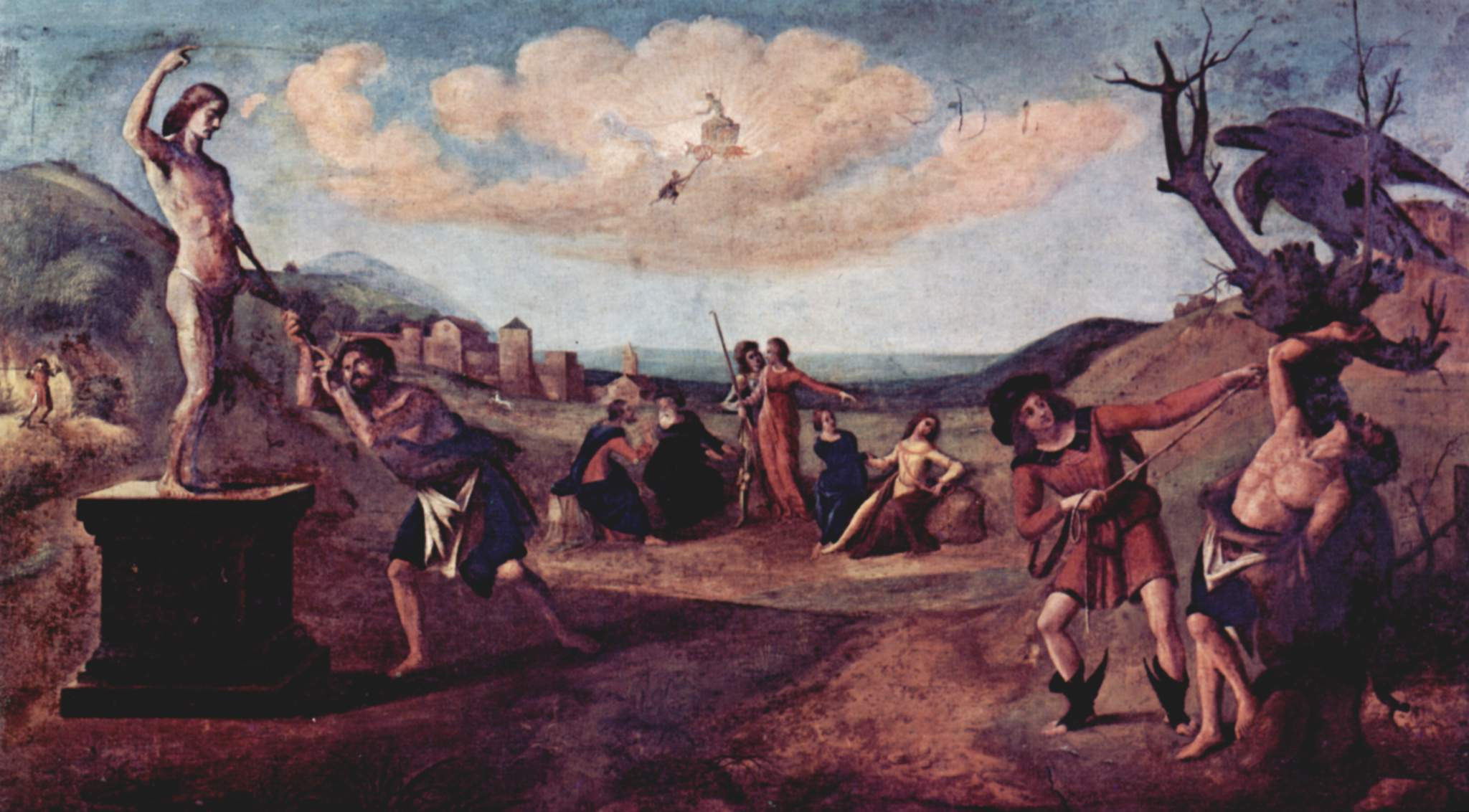
Le Mythe de Prométhée (tableau de Strasbourg)

Le tableau de 64 × 116 cm  montre  trois fois Prométhée :  
- terminant sa statue, placée à gauche, tenant encore un morceau de glaise,
- au centre dans les cieux dérobant le feu au char du Soleil,
- à droite, attaché sous la menace de l'aigle,
- au centre une assemblée avec Épithémée et Pandore envoyée par Zeus, placée au second plan elle sépare les deux scènes précédentes.